# Tony Hawk’s Project 8
Tony Hawk’s Project 8 – gra wideo stworzona przez firmy Neversoft, Shaba Games, Page 44 Studios i wydana na platformy Microsoft Xbox 360, PSP, PlayStation 2, PlayStation 3 i Xbox przez Activision. Tony Hawk’s Project 8 jest pierwszą grą z serii Tony Hawk’s Pro Skater, w której została wykorzystana technologia motion capture, która służy urealnieniu wykonywanych przez skaterów trików.

## Skaterzy
- Tony Hawk
- Bob Burnquist
- Dustin Dollin
- Lyn-Z Adams Hawkins
- Nyjah Huston
- Bam Margera
- Paul Rodriguez Jr.
- Rodney Mullen
- Ryan Sheckler
- Daewon Song
- Mike Vallely
- Stevie Williams

## Postacie ukryte
- Travis Barker
- Jason Lee
- Anchorman
- Kevin Staab
- Christian Hosoi
- Dad
- Nerd
- Zombie
- Bum
- Skate Jam kid
- Twin
- Filmer
- Beaver Mascot
- Photographer
- Security Guard

## Ścieżka dźwiękowa
Kompletna ścieżka dźwiękowa do gry została wydana 17 października 2006 :

1. +44 – „Lycanthrope”
2. 76% Uncertain – „I Hate the Radio"
3. Aurelius – „Hemlock"
4. Bad Religion – „Social Suicide"
5. Black Mountain – „Druganaut"
6. The Channeling – „Frighteners"
7. Charizma and Peanut Butter Wolf – „Devotion"
8. Claus Grabke – „Cause I Can”
9. Cryptic Slaughter – „Lowlife"
10. The Cure – „Plastic Passion"
11. Damian Marley – „Move"
12. The Dead Milkmen – „Punk Rock Girl"
13. Die Young (TX) – „Anthem of the Prodigal Son"
14. Eagles of Death Metal – „Chase the Devil"
15. Funk Face – „Zoo York City”
16. Gnarls Barkley – „Gone Daddy Gone” (Violent Femmes cover)
17. Gym Class Heroes – „The Queen and I"
18. Hieroglyphics – „At the Helm"
19. The Hold Steady – „Your Little Hoodrat Friend"
20. Immortal – „One by One"
21. Jaylib – „The Red"
22. Joy Division – „Interzone"
23. Kasabian – „Club Foot”
24. The Klaxons – „Gravity's Rainbow"
25. Kool and the Gang – „Summer Madness"
26. Legitimate Business – „80 on 80"
27. Liquid Liquid – „Optimo"
28. Living Legends feat. Aesop i Slug – „Moving at the Speed of Life"
29. Ministry – „Stigmata (Remix)”
30. Mogwai – „Glasgow Mega Snake"
31. Monty Are I – „In This Legacy"
32. Nine Inch Nails – „Getting Smaller"
33. Noise – „Dirty Evil"
34. Oh No – „Chump"
35. Pardon My Extinguisher – „Bitch and Moan"
36. Primus – „American Life"
37. Ramones – „I Wanna Live"
38. Revolution Mother – „Second Thoughts"
39. Slayer – „Angel of Death”
40. Sonic Youth – „Nic Fit"
41. Stasera – „Palisades"
42. Supersuckers – „Goodbye”
43. The Sword – „Iron Swan"
44. Thine Eyes Bleed – „Without Warning"
45. The Throwaways – „You're Not the Only One"
46. The Thunderlords – „Ice Cream Headache"
47. Toots and The Maytals – „Time Tough"
48. Transplants – „Pay Any Price"
49. Typical Cats – „Any Day"
50. Ugly Duckling – „Smack"
51. Van Stone – „Skate Town"
52. Voltera – „Do What Your Daddy Say"
53. The Walkmen – „This Job is Killing Me"
54. Wildchild – „Wonder Years"
55. Wolfmother – „Woman"
56. Zeke – „Kill the King"

Uwaga:
- Piosenki „Moving at the Speed of Life”, „Second Thoughts”, „Goodbye”, „I Hate the Radio”, „Cause I Can” and „Skatetown” mogą być odsłuchane na oficjalnej stronie.